# I misteri del tempo
I misteri del tempo (About Time in originale) è il secondo libro scritto da Paul Davies riguardante il tempo di genere divulgativo.
Esplora le tematiche dello spaziotempo, la teoria della relatività di Einstein, il concetto di moto e gravità.

## Contenuti
- Prologo
- I. Una brevissima storia del tempo
- II. È tempo di cambiare
- III. Deformazioni temporali
- IV. I buchi neri: passaggi verso la fine del tempo
- V. L'inizio del tempo: quando fu esattamente?
- VI. Il più grande trionfo di Einstein?
- VII. Il tempo quantistico
- VIII. Il tempo immaginario
- IX. La freccia del tempo
- X. Indietro nel tempo
- XI. Viaggi nel tempo: realtà o fantasia?
- XII. Ma che ora è «ora»?
- XIII. Esperimenti con il tempo
- XIV. La rivoluzione incompiuta
- Epilogo

## Edizioni
- Paul Davies, I misteri del tempo. L'universo dopo Einstein, traduzione di Elisabetta del Castillo, Milano, Mondadori, gennaio 1996  [1995],  pp. 345 pp., ISBN 978-88-04-42736-0.
- Paul Davies, I misteri del tempo: l'universo dopo Einstein, traduzione di Elisabetta Del Castillo, Mondadori, Milano ©2018